# 資源の有効な利用の促進に関する法律
資源の有効な利用の促進に関する法律（しげんのゆうこうなりようのそくしんにかんするほうりつ、平成3年4月26日法律第48号）は、資源が大量使用・大量廃棄されることを抑制し、リサイクルによる資源の有効利用の促進に関する法律である。略称、リサイクル法、資源有効利用促進法。
1991年（平成3年）4月26日に公布された。

## 主務官庁
- 経済産業省イノベーション・環境局GXグループ資源循環経済課
- 環境省環境再生・資源循環局総務課リサイクル推進室

## 改正
1991年に制定された再生資源の利用の促進に関する法律が「再生資源の利用の促進に関する法律の一部を改正する法律（平成12年法律第113号）」によって大幅な改正がなされ、資源の有効な利用の促進に関する法律に改題され、改正法は2001年4月1日から施行された。
また、同法の規定に基づく「パーソナルコンピュータの製造等の事業を行う者の使用済パーソナルコンピュータの自主回収及び再資源化に関する判断の基準となるべき事項を定める省令（平成13年（2001年）3月28日経済産業省・環境省令第1号）」が2003年4月7日に改正され、同年10月1日から施行された。この改正により、業務用パソコンだけでなく、家庭用パソコンの回収と再資源化がパソコンメーカーに義務付けられたことから、俗にパソコンリサイクル法ともいう。

## 内容
循環型社会形成推進基本法で示されている「3R（スリーアール：リデュース・リユース・リサイクル）」を推進するための方策が規定されている。
- 特定省資源業種の指定
- 特定再利用業種の指定
- 指定省資源化製品の指定
  - 自動車
  - パーソナルコンピュータなど全19種類
- 指定再利用促進製品の指定
  - 浴室ユニットなど全50種類
- 指定表示製品の指定
  - 塩化ビニル製建設資材
  - アルミ缶、スチール缶
  - ペットボトル
  - 特定容器包装（紙、プラスチック）
  - 密閉形蓄電池（二次電池）
- 指定再資源化製品の指定
  - パーソナルコンピュータ
  - 密閉形蓄電池（二次電池）
- 指定副産物の指定

## 構成
- 第1章 総則（第1条・第2条）
- 第2章 基本方針等（第3条 - 第9条）
- 第3章 特定省資源業種（第10条 - 第14条）
- 第4章 特定再利用業種（第15条 - 第17条）
- 第5章 指定省資源化製品（第18条 - 第20条）
- 第6章 指定再利用促進製品（第21条 - 第23条）
- 第7章 指定表示製品（第24条・第25条）
- 第8章 指定再資源化製品（第26条 - 第33条）
- 第9章 指定副産物（第34条 - 第36条）
- 第10章 雑則（第37条 - 第41条）
- 第11章 罰則（第42条 - 第44条）
- 附則